# Bloomberg (azienda)

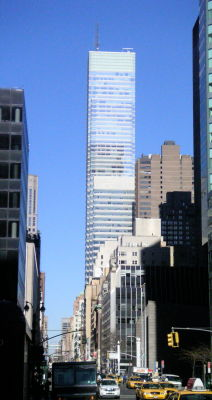
La Bloomberg Tower, sede di Bloomberg a New York

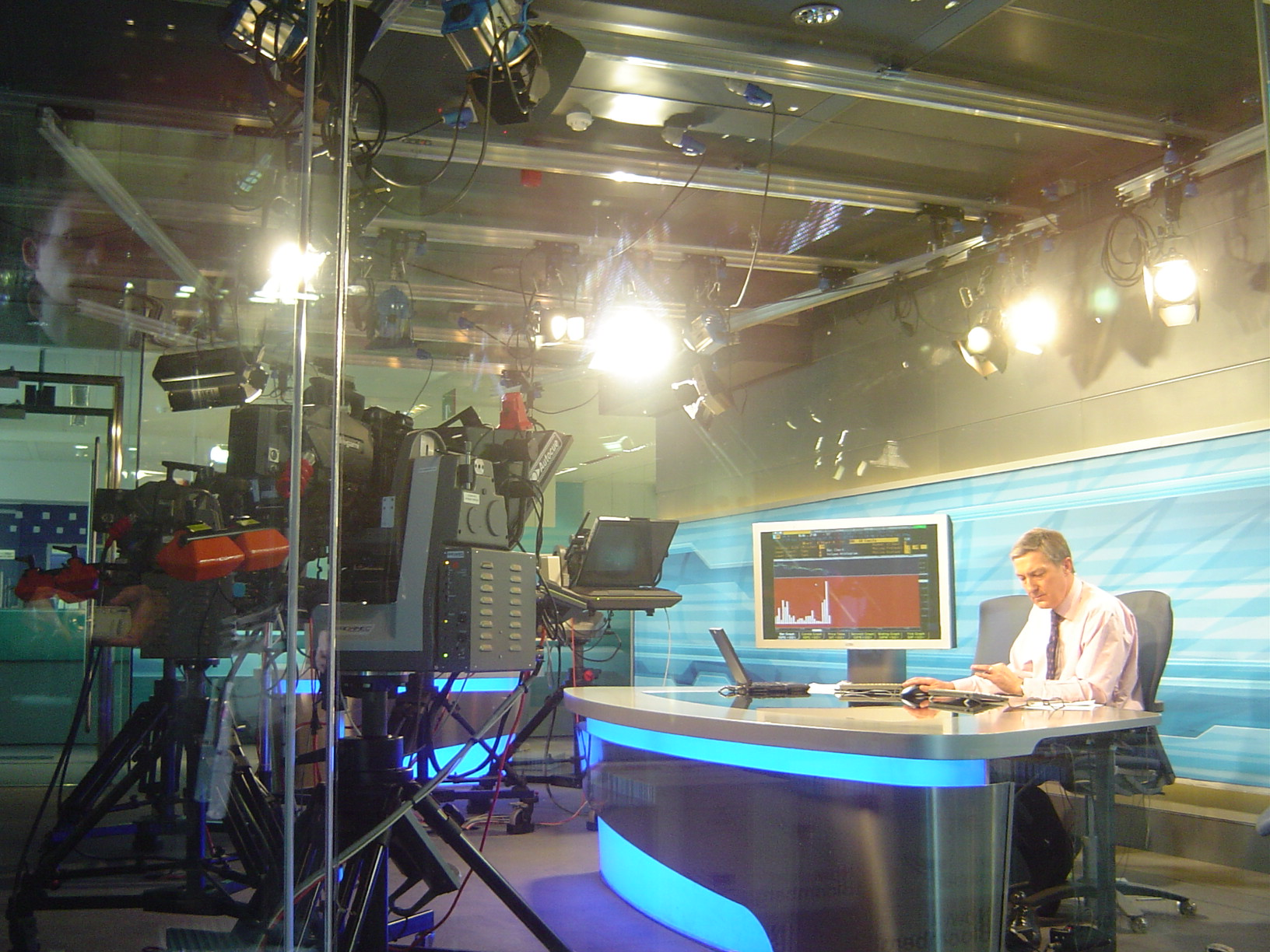
Bloomberg Television negli studi di Londra

Bloomberg è una multinazionale operativa nel settore dei mass media con sede a New York e filiali in tutto il mondo. Nel corso degli anni Bloomberg è cresciuta creando un servizio mondiale di news, che comprende TV, agenzia di stampa, radio, internet e pubblicazioni editoriali.
Bloomberg rappresenta quasi il 33% dei 16 miliardi di dollari del mercato globale dei dati finanziari, con un fatturato stimato di 7,6 miliardi di dollari (2011).
È membro dell'organizzazione di standardizzazione ECMA International (European Computer Manufacturers Association).

## Storia
Bloomberg L.P. è stata fondata nel 1981 da Michael Bloomberg, che successivamente diventerà sindaco di New York, con l'aiuto di Thomas Secunda, Duncan MacMillan, Charles Zegar e di altri partner, e un investimento nella proprietà del 30% di Merrill Lynch. La sede attuale si trova presso la Bloomberg Tower, al 731 di Lexington Avenue, Manhattan, New York. L'edificio è noto anche come One Beacon Court per il faro rettangolare.
Si è formata come una Delaware Limited Partnership nel 1981 ed è in attività dal 1983. Michael Bloomberg detiene l'85% del gruppo. Le entrate di Bloomberg L.P. per il 2010 sono state di circa 6,25 miliardi di dollari. Sulla base di tale stima, le nuove proiezioni spingerebbero a entrate per circa 7,6 miliardi di dollari nel 2012. Alla fine del 1996 Bloomberg ha riacquistato un terzo della quota del 30 per cento di Merrill Lynch della sua compagnia per 200 milioni di dollari, valorizzando la società a 2,0 miliardi di dollari. Nel luglio 2008, Merrill Lynch ha accettato di vendere la sua partecipazione del 20% a Bloomberg per una somma di 4,43 miliardi di dollari, valorizzando la società a circa 22,5 miliardi di dollari.
L'azienda fornisce strumenti software di analisi dei dati finanziari come piattaforma di scambio e di equity, servizi di dati, e notizie per le società finanziarie e organizzazioni di tutto il mondo attraverso il terminale Bloomberg (Bloomberg Terminal), il suo prodotto principale. Molti clienti utilizzano solo una piccola frazione delle 30.146 funzioni offerte dal terminale.
Bloomberg L.P. è cresciuta fino a lanciarsi nel 1990 nel settore delle news, con un'agenzia di informazione finanziaria (Bloomberg News), una televisione (Bloomberg Television), e una radio (WBBR). Bloomberg News, originalmente conosciuta come Bloomberg Business News, ha più di 2400 professionisti multimediali e 150 uffici in tutto il mondo. Fornisce notizie a 350 quotidiani e periodici in tutto il mondo, inclusi The Economist, The New York Times e USA Today. Nel 2009 Bloomberg ha acquistato il periodico settimanale economico The Business Week da McGraw-Hill, al costo simbolico di un dollaro, ribattezzandolo Bloomberg Businessweek.

## Servizi e prodotti

### Bloomberg Terminal
Il principale prodotto dell'azienda (con un'incidenza sul ricavato superiore all'85% del fatturato complessivo dell'azienda), lanciato sin dal 1981 insieme alla fondazione dell'azienda stessa, è il Terminal: un servizio web che aggrega dati statistici economici, notizie in tempo reale, grafici e analisi sul mercato economico mondiale. Conta attualmente 325.000 abbonati in tutto il mondo.
I suoi concorrenti sono la SNL Financial, Thomson Reuters, S&P Capital IQ, Dow Jones Newswires, FactSet Research Systems, Dealogic, Interactive Data Corporation e aziende di minori dimensioni come la New York Financial Press.

### Altri prodotti
Oltre a Bloomberg News, Bloomberg Television e WBBR, altri servizi offerti da Bloomberg L.P. sono Bloomberg Government, Bloomberg Law, Bloomberg New Energy Finance, Bloomberg Sports e Bureau of National Affairs.